# Aedes sureilensis
Aedes sureilensis är en tvåvingeart som beskrevs av Philip James Barraud 1934. Aedes sureilensis ingår i släktet Aedes och familjen stickmyggor. Inga underarter finns listade i Catalogue of Life.